# Île Tintamarre
Île Tintamarre, također poznat kao Ravni otok, mali je otok s površinom od približno 0.8 km2. Nalazi se u Karipskom moru, oko 3 km od otoka Saint Martin, a upravlja se kao dio francuske prekomorske zajednice Sveti Martin. Na otoku nema ljudi, ali je u prošlosti bio naseljen. Između 1946. i 1950., to je bila baza bivše zrakoplovne tvrtke, Compagnie Aérienne Antillaise, koja je upravljala 500-metarskim uzletištem na otoku.

## Važno područje za ptice
Područje od 665 hektarq, koje obuhvaća otok i njegove okolne vode, BirdLife International je proglasio važnim područjem za ptice (IBA) zbog populacija Eulampis holosericeus, Orthorhyncus cristatus, Elaenia martinica, Margarops fuscatus i Loxigilla noctis, kao i kolonije za razmnožavanje morskih ptica Phaethon aethereus i Anous stolidus.

## Vanjske poveznice
|  | Zajednički poslužitelj ima još gradiva o temi Île Tintamarre |